# Colônias mórmons no México

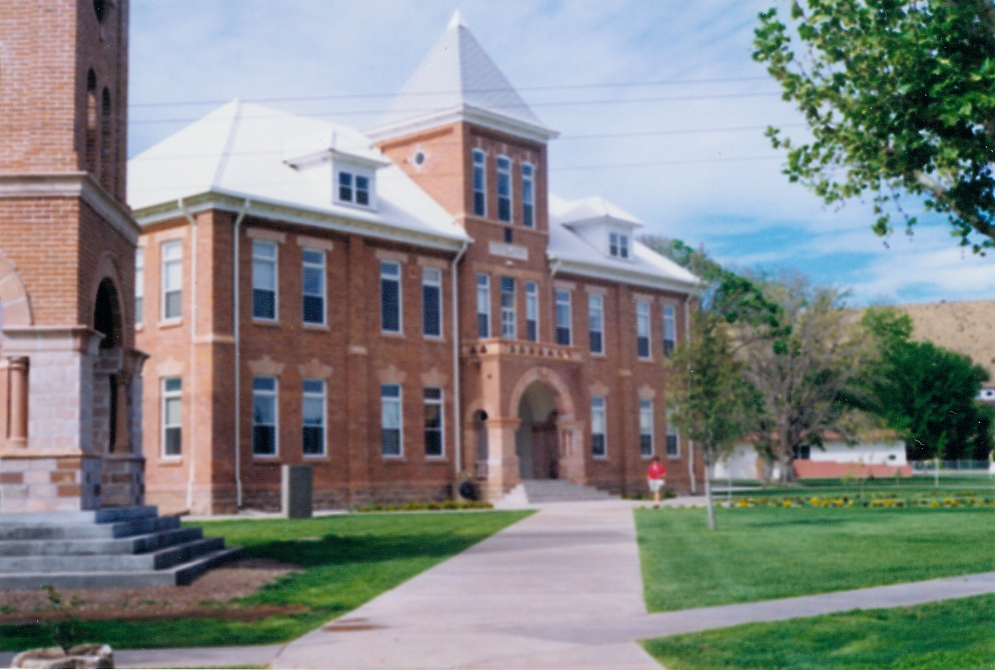
Academia Juárez, parte da comunidade mórmon de Colonia Dublán, em Nuevo Casas Grandes.

As colônias Mórmons no México são assentamentos localizados perto das montanhas Sierra Madre, no norte do México, que foram estabelecidos por membros da Igreja de Jesus Cristo dos Santos dos Últimos Dias a partir de 1885. Os colonos vieram ao México devido a tentativas federais de coibir e processar a poligamia nos Estados Unidos.  O "casamento plural", como os relacionamentos polígamos eram chamados pelos membros da igreja, era um princípio importante da igreja, embora nunca fosse praticado pela maioria dos membros.
As cidades que compunham as colônias estavam situadas nos estados mexicanos de Chihuahua e Sonora, e estavam todas a cerca de 320 quilômetros ao sul da fronteira com os Estados Unidos. No início do século XX, muitos desses assentamentos eram relativamente prósperos. No entanto, no verão de 1912, as colônias foram evacuadas em massa por causa do sentimento antiamericano durante a Revolução Mexicana. A maioria dos colonos partiu para os Estados Unidos e nunca mais voltou, embora um pequeno grupo de mormóns tenha retornado para casas e fazendas nas colônias. Como novos casamentos plurais no México foram proibidos pela igreja após o Segundo Manifesto de 1904, geralmente aqueles que retornaram às colônias originais não entraram em novos casamentos plurais e permaneceram membros da Igreja SUD. Muitos de seus descendentes vivem em Colonia Juárez e Colonia Dublán, os únicos dois assentamentos das colônias originais que permanecem ativos. Em 1999, a igreja construiu o Templo de Colonia Juárez  para servir os membros que ainda moram na área.
Depois que o Segundo Manifesto foi lançado, a Igreja SUD começou a excomungar membros que entraram em novos casamentos poligamistas. Isso resultou em membros excomungados formando suas próprias igrejas e esses grupos secundários (conhecidos como mórmons fundamentalistas) não são afiliados à Igreja SUD. Alguns desses grupos fundamentalistas mais tarde estabeleceram novas colônias e assentamentos em áreas próximas às colônias mexicanas e canadenses originais. Um grupo fundamentalista, a família LeBaron, havia estabelecido Colonia Le Barón no estado de Chihuahua na década de 1920. Muitos descendentes desses mórmons fundamentalistas continuam vivendo nos novos assentamentos, embora nem todos continuem praticando a poligamia.